# Recettore del GABA

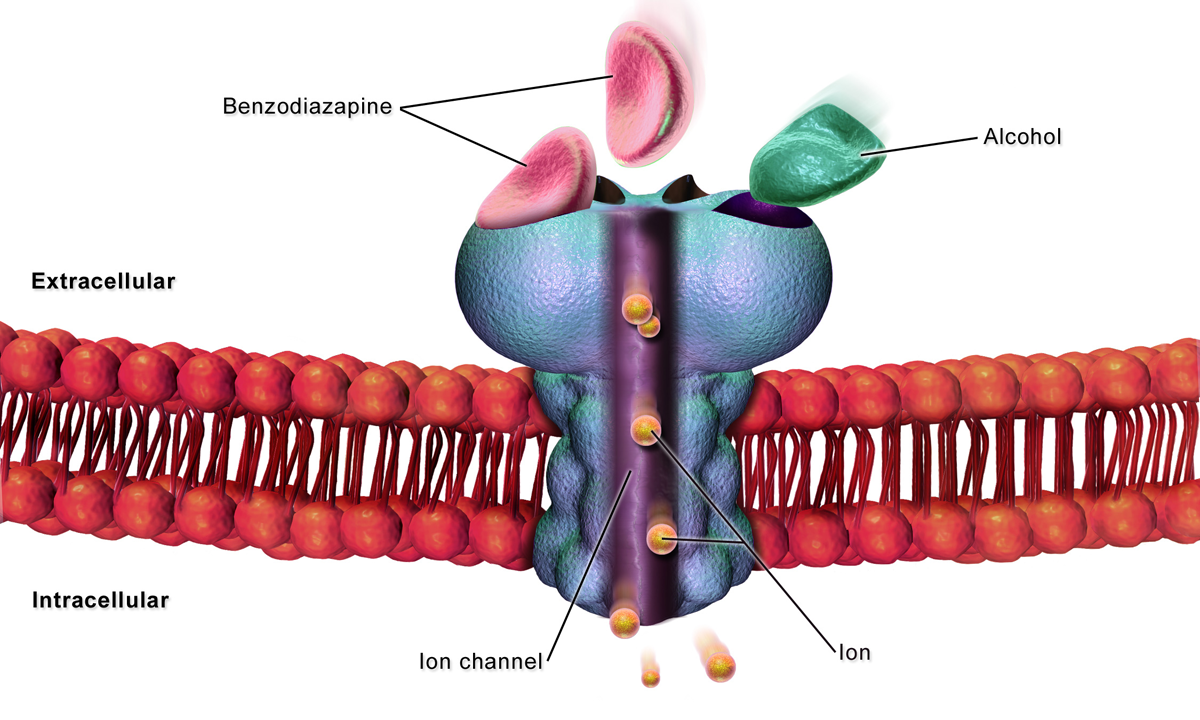
Schema di un recettore del GABA

I recettori del GABA sono una classe di recettori che rispondono al legame dell'acido γ-amminobutirrico (GABA), uno dei più importanti neurotrasmettitori inibitori nel sistema nervoso centrale dei vertebrati.

## Classificazione
A oggi, sono stati identificati tre tipi di recettori GABA: 
- il GABA A, un recettore canale ionotropo attivo a livello post-sinaptico, con struttura di tipo eteropentamerica – due alfa, due beta, una gamma, ma facilmente esistono mutanti, per cui possono essere differenti le reattività ai singoli farmaci – che conferisce grande variabilità, che provoca ingresso del cloro all'interno della cellula iperpolarizzandola;
- il GABA C, un recettore canale ionotropo attivo a livello post-sinaptico, che provoca ingresso del cloro all'interno della cellula iperpolarizzandola e a differenza di GABA A è formato da subunità omooligomeriche di tipo ρ;
- il GABA B, un recettore metabotropo a 7 domini transmembrana attivo pre- e post-sinapticamente tramite chiusura dei canali del calcio nella terminazione pre-sinaptica (diminuzione della liberazione del neurotrasmettitore a livello pre-sinaptico) e tramite apertura del canale del cloro annesso al recettore (come il GABA A).

## Antagonisti
- Fipronil
- Bicucullina
- Gabazina
- Suramina
- Sepranolone